# Victor Agbayani
Victor Aguedo E. Agbayani (* 16. Dezember 1957 in Manila) ist ein philippinischer Politiker.

## Biografie
Agbayani, ein Sohn des verstorbenen langjährigen Kongressabgeordneten und Gouverneurs von Pangasinan Victor Aguedo Agbayani, absolvierte seine Schulausbildung an der Ateneo de Manila, studierte Bauingenieurwesen an der University of the Philippines und beendete dieses Studium mit einem Bachelor of Science (B.Sc. Civil Engineering). Im Anschluss absolvierte er ein Postgraduiertenstudium in Betriebswirtschaftslehre an der University of the Philippines und schloss dieses mit einem Master in Business Administration (M.B.A.) ab. Danach war er zuerst von 1982 bis 1983 Lecturer am Luzon College.
Zwischen 1984 und 1986 war er bereits einmal Mitglied des Repräsentantenhauses (Batasang Pambansa) während der letzten zwei Amtsjahre von Ferdinand Marcos.
Zugleich war er von 1985 bis 1993 Lecturer an der Ateneo de Manila University sowie von 1988 bis 1993 am Maryknoll College. Anschließend war er zwischen 1993 und 1995 Verwaltungsassistent im Büro des Gouverneurs von Pangasinan.
Nach einer Amtsperiode als Vizegouverneur von Pangasinan von 1995 bis 1998 war er für drei aufeinanderfolgende Amtszeiten von 1998 bis 2007 als Nachfolger von Victor Orbos Gouverneur der Provinz Pangasinan. Zwischen 1995 und 1998 war er auch Präsident der Liga der Vizegouverneure der Philippinen sowie während seiner Amtszeit als Gouverneur zeitweise Stellvertretender Generalsekretär der Liga der Provinzen der Philippinen. Da er wegen der Amtszeitbegrenzung nicht kandidieren konnte, trat seine Ehefrau Jamie Eloise Agbayani bei den Wahlen 2007 für das Amt der Gouverneurin an, unterlag jedoch dem bisherigen Kongressabgeordneten Amado Espino mit rund 33.000 Stimmen Unterschied.
2007 wurde er selbst als Mitglied der LAKAS-CMD für den Wahlbezirk II (2nd District) der Provinz Pangasinan zum Abgeordneten des Repräsentantenhauses der Philippinen gewählt und damit Nachfolger Espinos. In diesem 14. Kongress war er Stellvertretender Vorsitzender des Ausschusses für Grundschulbildung und Kultur. Außerdem war er als Vertreter der parlamentarischen Mehrheit Mitglied der Ausschüsse für Landwirtschaft und Ernährung, Enteignungen, Verfassungsänderungen, Gute Regierung und öffentliche Verantwortlichkeit, Kommunalverwaltung, Satzung sowie Wahlrecht und Wahlrechtsreformen.
Bei den letzten Kongresswahlen 2010 wurde der ehemalige Polizeigeneral Leopoldo N. Bataoil zum Abgeordneten des 2. Kongresswahlbezirks von Pangasinan gewählt, so dass Agbayani aus dem Repräsentantenhaus ausschied. Er selbst kandidierte bei den Wahlen 2010 erneut für das Amt des Gouverneurs von Pangasinan, unterlag aber dem amtierenden Gouverneur Amado Espino deutlich mit einem Stimmenunterschied von fast 500.000 Stimmen. Den anschließend eingelegten Wahlprotest Agbayanis wies Espino als „Zeitverschwendung“ (‚Waste of Time‘) zurück.
Agbayani war eines der Mitglieder des Gouverneursrates des Philippinischen Roten Kreuzes.